# Worldport (UPS)
Worldport is de wereldwijde hub van pakjes- en goederenvervoerder United Parcel Service (UPS) gesitueerd op Louisville International Airport in Louisville in de staat Kentucky in de Verenigde Staten.
De faciliteit heeft anno 2013 een grootte van 80 voetbalvelden en is in staat om 115 pakketten per seconde te verwerken of 416.000 per uur. Met meer dan 20.000 medewerkers is UPS een van de grootste werkgevers in Louisville en in Kentucky. De faciliteit verwerkt hoofdzakelijk express en internationale pakketten en brieven. Worldport bedient alle grote nationale en internationale hubs met haar eigen luchtvaartmaatschappij UPS Airlines.

## Geschiedenis
UPS heeft sinds 1980 een hub in Louisville. De term werd niet officieel gebruikt door het bedrijf tot 2002, na een $1 miljard kostende en vijf jaar durende uitbreiding. Eerder had het project de naam "Hub 2000".
Een uitbreiding van 92.903 vierkante meter werd in het voorjaar van 2006 voltooid om zware vracht te integreren in het UPS-systeem. De uitbreiding werd voorafgegaan door de aankoop van Menlo Worldwide Forwarding, voorheen Emery Worldwide. De nieuwe faciliteit werd met de naam "Worldport Freight Facility" (HWP) actief in april 2006 en was de eerste van de regionale hubs van het bedrijf die begonnen met het integreren van de Menlo-volume in het systeem. De Menlo-faciliteit in Dayton werd buiten gebruik genomen in juni 2006.
In mei 2006 kondigde UPS aan dat voor de derde keer in zeven jaar Worldport aanzienlijk zou worden uitgebreid met een investering van twee miljard dollar. De tweede uitbreiding werd in april 2010 voltooid, waarmee de faciliteit een afmeting had van 480.000 vierkante meter, met een omtrek van 11,6 kilometer. Het plan was dat meer dan een 92.903 vierkante meter zou worden toegevoegd aan de bestaande faciliteit, terwijl een andere 31.080 vierkante meter aan ruimte zou worden gerenoveerd met nieuwe technologie en apparatuur. De capaciteit van Worldport zou daarmee worden uitgebreid van 300.000 pakketten per uur tot 416.000 pakketten per uur. Bovendien zijn een aantal opritten op de internationale luchthaven van Louisville gebouwd of gewijzigd waardoor dit uitkomt op een totale toename van iets meer dan 280.000 vierkante meter.